# Antalis marukawai
Antalis marukawai is een Scaphopodasoort uit de familie van de Dentaliidae. De wetenschappelijke naam van de soort is voor het eerst geldig gepubliceerd in 1933 door Otuka.